# PASOK - Mouvement pour le changement
Le Mouvement pour le changement (grec moderne : Κίνημα Αλλαγής, Kinima Allagis, abrégé KINAL) est une coalition politique lancée le 28 novembre 2017 et fondée officiellement le 16 mars 2018. Elle est fondée sur la base de la Coalition démocratique.
Le parti change de nom le 9 mai 2022 pour devenir PASOK - Mouvement pour le changement.

## Historique

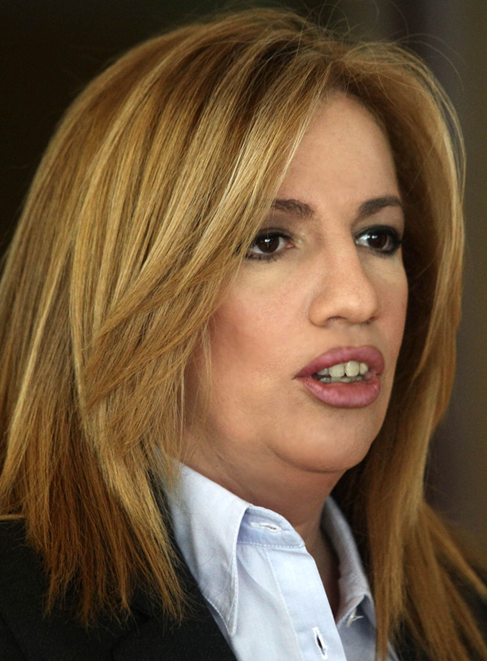
Fófi Gennimatá, ancienne présidente du PASOK.

Elle regroupe initialement le Mouvement socialiste panhellénique (PASOK), le Mouvement des socialistes démocrates (KIDISO), La Rivière (To Potámi) et la Gauche démocrate (DIMAR).
KINAL est une coalition de centre gauche. Fófi Gennimatá, la présidente du PASOK en est élue présidente le 19 novembre 2017 avec 56 % des voix à l'issue du 1er tour du 12 novembre où elle était arrivé en tête avec 44,5 % des suffrages face notamment au député européen du PASOK, Níkos Androulákis (25,4 %) et au maire d'Athènes, Geórgios Kamínis (13,5 %).
La Rivière quitte la coalition le 2 juillet 2018, tout comme la Gauche démocrate le 20 janvier 2019.
Níkos Androulákis est élu le 12 décembre 2021 à la tête du mouvement.

## Résultats électoraux

### Élections législatives
| Année   | Voix    | %     | Sièges   | Rang | Gouvernement |
| ------- | ------- | ----- | -------- | ---- | ------------ |
| 2019    | 457 519 | 8,10  | 22 / 300 | 3e   | Opposition   |
| 05/2023 | 676 166 | 11,46 | 41 / 300 | 3e   |              |
| 06/2023 | 617 059 | 11,85 | 32 / 300 | 3e   | Opposition   |

### Élections européennes
| Année | Voix    | %     | Sièges | Rang | Groupe |
| ----- | ------- | ----- | ------ | ---- | ------ |
| 2019  | 436 739 | 7,72  | 2 / 21 | 3e   | S&D    |
| 2024  | 508 399 | 12,79 | 3 / 21 | 3e   | S&D    |